# Mosuo

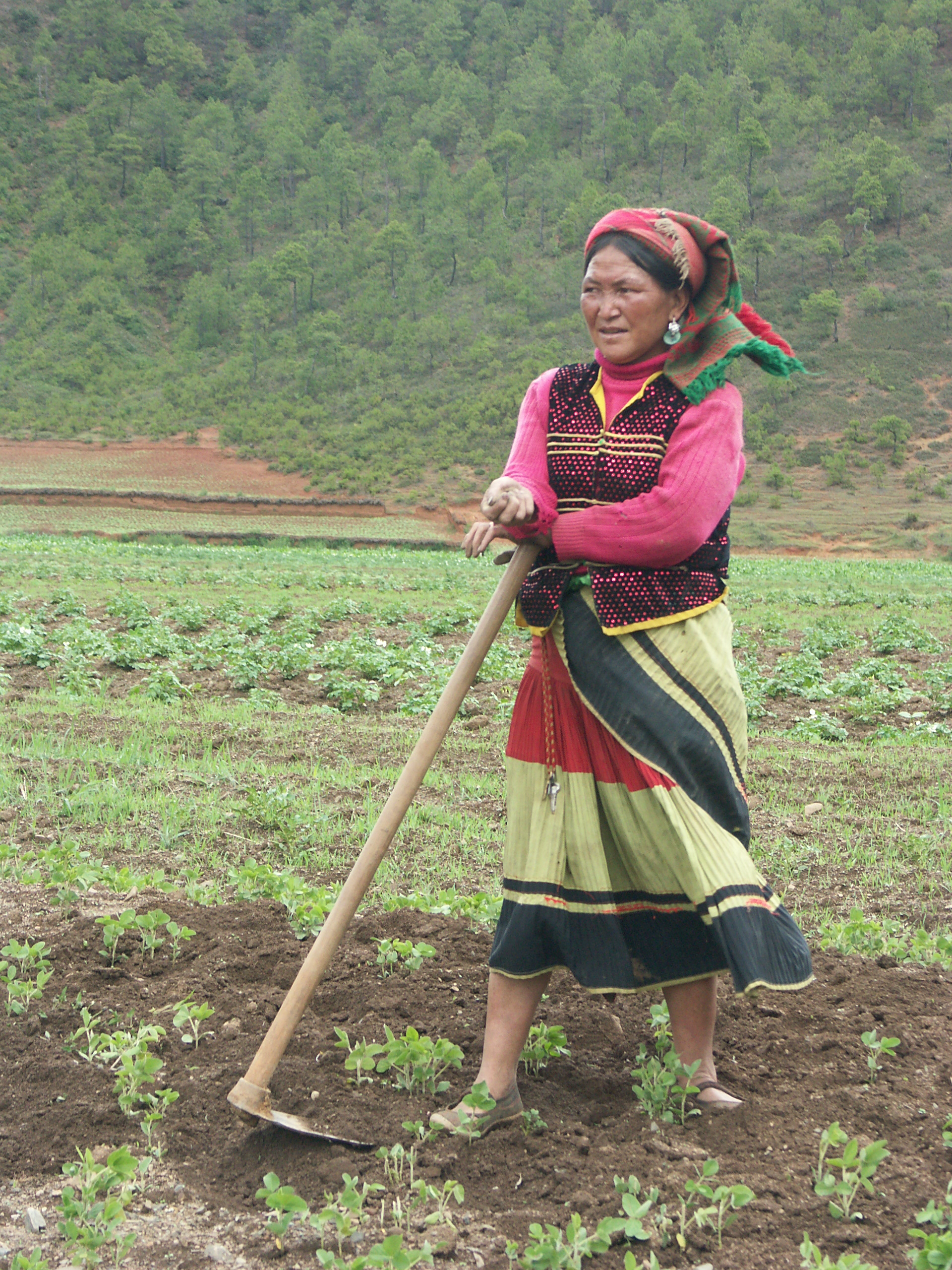
Mujer cerca del lago Lugu.

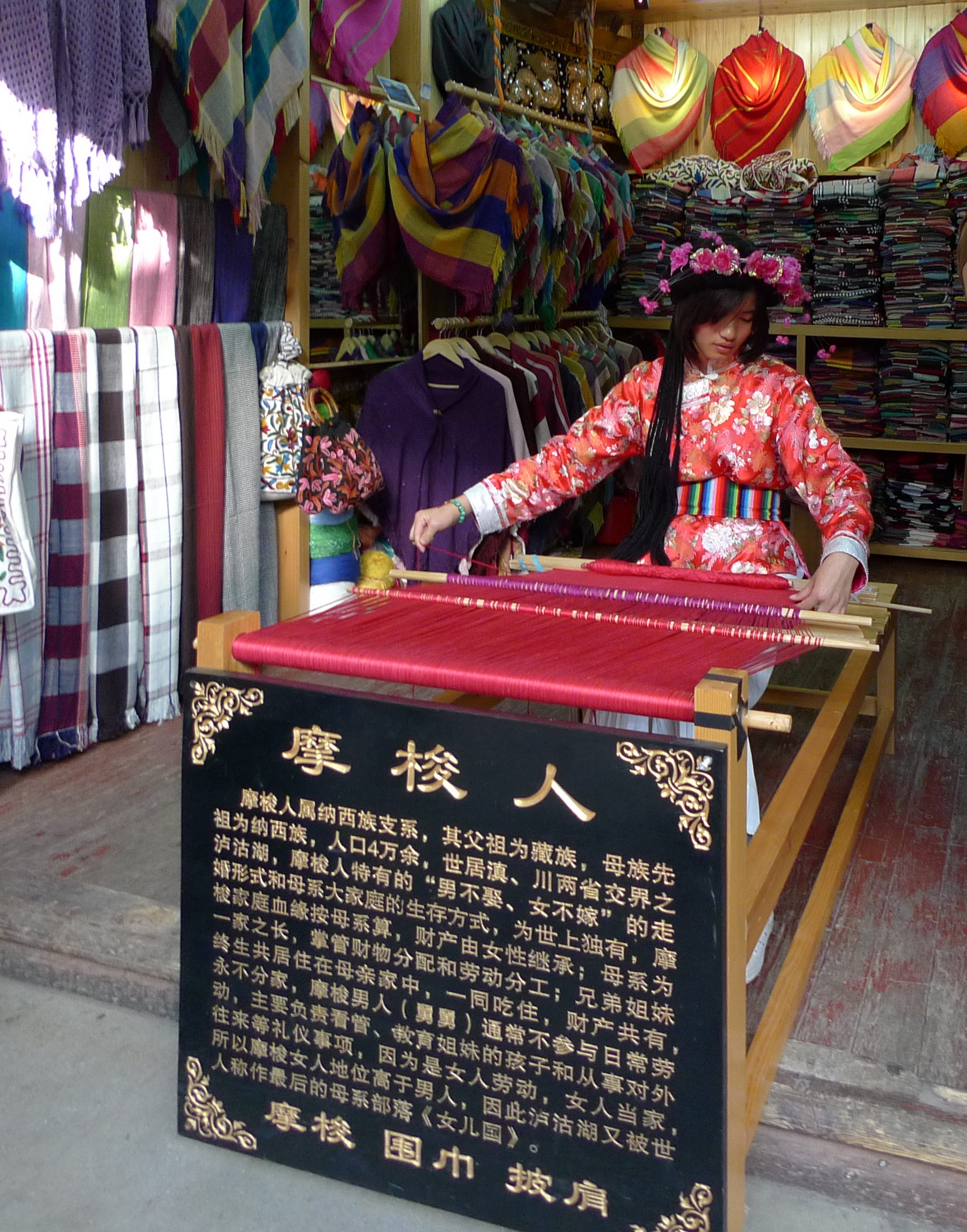
Tejedora en la ciudad vieja de Lijiang.

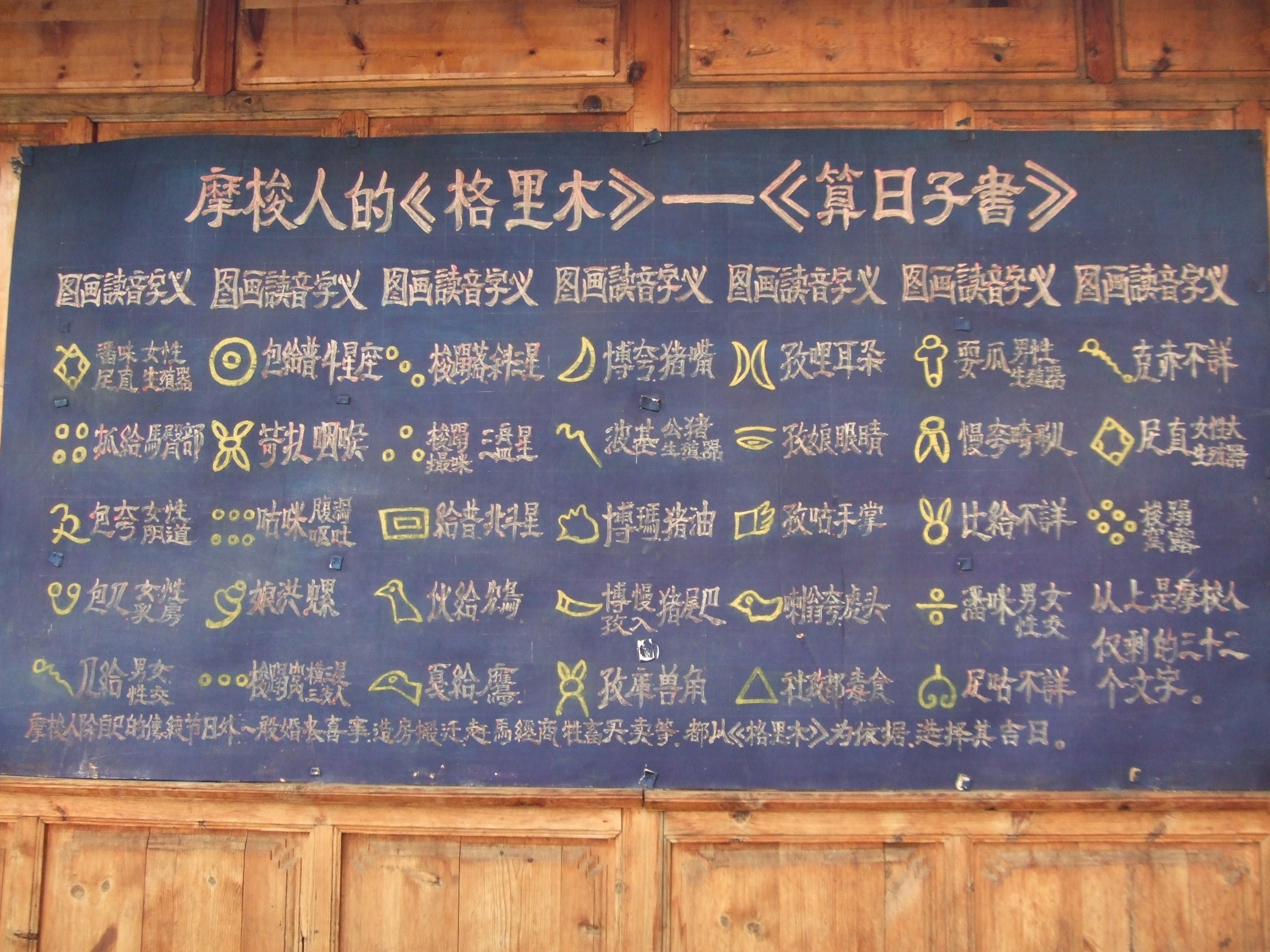
Tabla del signario mosuo antiguo con la correspondencia en idioma chino. Museo Cultural mosuo (Lago Lugu).

Los mosuo —en chino: 摩梭, pinyin: Mósuō—, también llamados moso, mosso o musuo, y denominados por ellos mismos como na, son una etnia china que habita en las provincias de Yunnan y Sichuan, cerca de la frontera con el Tíbet. Son unas 40 000 personas y la mayoría habita en la región de Yongning y el lago Lugu. Aunque el gobierno chino los clasifica como pertenecientes a la minoría naxi, tanto la lengua como la cultura de los mosuo difiere de la de los naxi de Lijiang y sus alrededores, y se consideran una etnia diferente.
La sociedad mosuo es descrita como matrifocal (por el papel de la madre como cabeza de familia) y como matrilineal (por la transmisión del linaje de la familia a través de la madre), aunque el poder político suele estar mayoritariamente en manos de los varones.
Los mosuo practican una economía de subsistencia, basada en la agricultura, la ganadería e intercambios comerciales locales, aunque se está dando una transición rápida a una economía moderna de consumo. La singular estructura social y los paisajes atractivos de la región también han conllevado un despunte del turismo, un desarrollo que ha causado cambios en la cultura y modos de vida.

## Organización social
En la sociedad mosuo las mujeres son las propietarias de la tierra y los bienes familiares. La herencia se transmite de madre a hija. Los varones viven en la casa de su madre y sus hermanas. El apellido de la mujer identifica los lazos de sangre y el linaje familiar. En cada una de las familias hay una "cabeza de familia" y es la figura de más alto nivel dentro de cada clan. La única figura masculina que tiene un papel destacado es el hermano de la madre.
Con la ayuda de sus hermanas, la cabeza de familia se cuida de los asuntos domésticos, económicos y sociales del clan; es la administradora de todas las posesiones: la casa, las tierras y la agricultura. Los hombres se encargan de la ganadería,construcción y de la pesca. 
A la muerte de una matriarca, el resto de miembros del clan eligen a otra mujer para ser la nueva cabeza de familia, que habitualmente es la hermana mayor.
Los mosuo no constituyen una ginecocracia porque las mujeres no ostentan la autoridad política, sino sólo autoridad familiar. A nivel político, delegan las responsabilidades en un hombre, a quienes ellas eligen anualmente.

### Matrimonio y familia
Entre los mosuo no existe el matrimonio como institución. No existe la residencia conyugal, por tanto, las parejas no conviven ni se separan de sus respectivas familias. Los padres continúan residiendo en la casa materna  donde colaboran en la crianza de sus sobrinos. Los hijos permanecen en la casa de la madre.
Cuando las niñas cumplen 14 años, el padre les entrega un regalo, normalmente dinero, y se celebra una fiesta en la que reciben un espacio propio dentro de la casa de su clan. A partir de esta edad tienen libertad para invitar a quien quieran ellas a pasar la noche con ellas.

## Estilo de vida

### Aspectos generales
La cultura mosuo es principalmente agraria y ganadera. Crían yaks, búfalos de agua, ovejas, cabras y aves, y cultivan cereales y patatas. Las personas son en gran medida autosuficientes en la dieta, cultivando  lo suficiente para satisfacer sus necesidades diarias. La carne es una parte importante de su dieta y, como carecen de refrigeración, se conserva mediante salazón o ahumado. Los mosuo son famosos por su carne de cerdo conservada, que puede mantenerse durante 10 años o más. Producen una bebida alcohólica local hecha de grano, llamada sulima, que es similar al vino fuerte. Sulima se bebe regularmente y generalmente se ofrece a los invitados y en ceremonias y festivales.
Las economías locales tienden a estar basadas en el trueque. Sin embargo, una mayor interacción con el mundo exterior a resultado en un mayor uso de un sistema de comercio basado en efectivo. Los ingresos promedio son bajos (US $ 150–200 por año), lo que ocasiona restricciones financieras cuando se necesita efectivo para actividades como educación o viajes. Se introdujo electricidad en la mayoría de las comunidades de mosuo, pero algunas aldeas todavía carecen de energía eléctrica.
Las casas mosuo consisten en cuatro estructuras rectangulares dispuestas en una plaza, alrededor de un patio central. El primer piso alberga ganado, incluyendo búfalos de agua, caballos, gansos y aves de corral. Las áreas principales para cocinar, comer y visitar también están en el primer piso. El segundo piso se usa comúnmente para el almacenamiento y para los dormitorios.

### Rol de la mujer
Tan pronto como una niña mosuo tiene la edad suficiente, aprende las tareas que realizará por el resto de su vida. Las mujeres mosuo hacen todo el trabajo de la casa, incluida la limpieza, el cuidado del fuego, la cocina, la recolección de leña, la alimentación del ganado y el hilado y tejido. En el pasado, debido al aislamiento, las mujeres mosuo producían también sus propios artículos para el hogar. Hoy en día, debido al aumento del comercio con los pueblos y ciudades circundantes, es más fácil obtener bienes. Sin embargo, algunas mujeres mosuo, especialmente las de generaciones anteriores, saben cómo usar telares para producir artículos de tela.

### Rol del hombre
Los hombres mosuo ayudan a criar a los hijos de sus hermanas y primas, construyen casas y se encargan del ganado y la pesca, que aprenden de sus tíos y miembros de la familia varones mayores tan pronto como tienen la edad suficiente.
Los hombres se ocupan de la matanza de ganado, en la que las mujeres nunca participan. Los cerdos sacrificados, en particular, se mantienen enteros y se almacenan en un lugar seco y aireado que los mantiene comestibles hasta por diez años. Esto es especialmente útil cuando los inviernos ásperos hacen que la comida sea escasa.